# Christophe David
Christophe II David est un imprimeur-libraire français du siècle de Louis XIV.
Né vers 1682, il meurt le 25 novembre 1741.
Il appartient à une importante dynastie d'imprimeurs parisiens dont fait partie également son neveu Michel-Antoine David l'un des quatre éditeurs de l'Encyclopédie ou Dictionnaire raisonné des sciences de Diderot et d'Alembert.
Il est le fils de Michel David (vers 1656-1719), imprimeur-libraire, et le petit petit-fils de Denis David.
Il fut reçu libraire le 27 octobre 1713 et imprimeur le 2 juillet 1723.
Il épouse Madeleine Vandive, dont il a un enfant, Christophe Philippe David. Madeleine Vandive est la sœur de Guillaume Vandive imprimeur-libraire de Monseigneur le Grand Dauphin. Elle décède en 1719.

## La famille des imprimeurs parisiens David
I) Denys David épousa N.
Dont :
a) Michel David (1656-1719), imprimeur-libraire, suit sous II
b) Christophe Ier David (1660-1723), imprimeur-libraire, maître en 1687.
II) Michel David (1656-1719), imprimeur-libraire quai des Augustins, à l’enseigne « À la Providence ». Reçu maître en 1686.
Dont :
a) Michel-Étienne David (1681-1786), imprimeur-libraire, suit sous III.
b) Christophe II David (1682-1781), (objet de la présente notice), imprimeur-libraire rue Saint-Jacques, puis rue de la Harpe à l’enseigne « Au Nom de Jésus ». Reçu libraire en 1713 et imprimeur en juillet 1723, épouse Madeleine Vandive, sœur de Guillaume Vandive, imprimeur de Monseigneur le Dauphin et fille de Philippe van Dievoet dit Vandive, orfèvre du Roi et du Dauphin, Conseiller du Roi, Consul de Paris, et d’Anne Martinot fille de Balthazar Martinot, le fameux horloger.
III) Michel-Étienne David (1681-1756), imprimeur-libraire, reçu maître en 1700, Consul de Paris en 1740.
Dont :
a) Michel-Antoine David (1706-1769), imprimeur-libraire, suit sous IV.
b) Michel-Étienne II, (vers 1708 -1756) imprimeur à l’enseigne « Au Saint-Esprit », maître en 1742. Il avait épousé en avril 1742, Anne-Charlotte Delormel, fille de l’imprimeur-libraire Pierre Delormel.
IV) Michel-Antoine David (1706-1769), imprimeur-libraire Quai des Augustins à l’enseigne « À la Plume d’Or », épouse de N. Witte, fille du libraire Pierre Witte (vers 1671-1742).
Il est l’un des quatre éditeurs de l’Encyclopédie de Diderot et d'Alembert.